# Палата представителей (Антигуа и Барбуда)
Палата представителей (англ. House of Representatives) — нижняя палата двухпалатного парламента Антигуа и Барбуды.
Правительство Антигуа и Барбуды несёт ответственность перед Палатой представителей.

## Состав
Палата представителей является избираемой нижней палатой двухпалатного парламента Антигуа и Барбуды. Палата представителей заседает в здании парламента в столице страны Сент-Джонсе. В палате заседает 19 депутатов, из которых 17 депутатов избираются по одномандатным округам по системе относительного большинства. Палата представителей избирается сроком на пять лет, но в случае роспуска парламента премьер-министром могут быть проведены досрочные выборы. Дополнительные выборы должны быть проведены в течение 120 дней после того, как освободится депутатское место. Кандидаты должны быть не моложе 21 года, граждане страны и проживать в стране не менее года до выборов.
Кроме этого, два члена входят в палату ex officio: одно место занимает Генеральный прокурор страны и одно место закреплено за спикером палаты. Выборы в палату проводятся каждые пять лет, но в случае роспуска парламента премьер-министром могут быть проведены досрочные выборы. Дополнительные выборы должны быть проведены в течение 120 дней после того, как освободится депутатское место.